# Riddell Akua
Riddell Akua, né le 26 janvier 1963, est un homme politique nauruan.

## Biographie
Il travaille dans la gestion du service portuaire de Nauru avant d'entrer en politique. Il est élu une première fois député de la circonscription d'Anabar au Parlement de Nauru lors des élections de mai 2003, sous l'étiquette du parti Nauru d'abord. En septembre 2004, le président de la République Ludwig Scotty le nomme président du conseil d'administration de la Nauru Phosphate Corporation, l'entreprise publique d'extraction du phosphate, la seule ressource conséquente du pays. Élu président du Parlement en décembre 2007, il démissionne de ce poste en mars 2008 pour empêcher l'opposition parlementaire de déposer une motion de censure à l'encontre du gouvernement du président de la République Marcus Stephen. Ce dernier fait élire le député d'opposition David Adeang à la présidence du Parlement, mais David Adeang fait alors usage de ses prérogatives pour suspendre du Parlement l'ensemble des députés de la majorité. Marcus Stephen dissout le Parlement et convoque des élections anticipées en avril. Ces élections sont remportées par son gouvernement et Riddell Akua, réélu député d'Anabar, est à nouveau élu président du Parlement. 
Il démissionne de la présidence du Parlement en mars 2010. En juin 2012, le président de la République Sprent Dabwido le nomme ministre des Transports et des Télécommunications, ainsi que ministre ayant la responsabilité de la Nauru Utilities Corporation et de la Nauru Air Corporation. En février 2013, le gouvernement se disloque en raison d'un désaccord autour du rétablissement d'un centre de détention australien sur l'île. Dès lors, outre le président Dabwido, le gouvernement n'est plus composé que des ministres de la Justice Dominic Tabuna et des Transports Riddell Akua. Le Parlement se trouve « divisé en trois factions ». Les élections législatives en juin permettent à Baron Waqa, figure de l'opposition, d'accéder à la présidence de la République. Ridell Akua siège dès lors sur les bancs de la nouvelle opposition parlementaire, menée par Roland Kun.
Le nouveau gouvernement, où le ministre de la Justice David Adeang exerce une influence prépondérante sur le président Waqa, s'avère autoritaire. Sur proposition de David Adeang, le Parlement en mai 2014 vote la suspension de trois députés d'opposition (Kieren Keke, Roland Kun et Mathew Batsiua), au motif qu'ils ont critiqué le gouvernement auprès des médias étrangers, et auraient ainsi nui à la réputation internationale du pays. Début juin, deux autres députés d'opposition (Squire Jeremiah et Sprent Dabwido) sont exclus à leur tour pour la même raison. Fin juin, alors que ces cinq députés restent suspendus, le président du Parlement, Ludwig Scotty, affirme que leurs critiques contre le gouvernement s'apparentent à de la « haute trahison ». Le président de la Cour suprême ayant été expulsé du pays par le gouvernement, ces députés n'ont pas de recours pour contester leur exclusion. Le président Waqa dispose dès lors d'un Parlement soumis, où les douze députés de sa majorité ne côtoient plus que deux députés d'opposition : Riddell Akua et Marcus Stephen,.
Riddell Akua est réélu député d'Anabar aux élections législatives de juillet 2016. Marcus Stephen perd son siège, mais Kieren Keke est élu et retrouve ainsi un siège au Parlement. Riddell Akua se porte formellement candidat à la présidence de la République, mais Baron Waqa dispose d'une majorité écrasante au Parlement. Les députés réélisent ce dernier président par seize voix contre deux pour Riddell Akua (la sienne et celle de Kieren Keke). Peu après, le nouveau député Sean Oppenheimer rejoint les bancs de l'opposition, portant le nombre des députés d'opposition à trois (Riddell Akua, Kieren Keke et lui).
Il perd son siège de député aux élections législatives d'août 2019, ce qui met un terme à ses seize années au Parlement.